# Night Court (serie de televisión de 2023)
Night Court es una serie de televisión de comedia de situación estadounidense. La serie es un reinicio de la historia homónima de 1984 creada por Reinhold Weege. Se estrenó a través de NBC el 17 de enero de 2023. Esta protagonizada por Melissa Rauch, John Larroquette, India de Beaufort, Kapil Talwalkar y Lacretta. En febrero de 2023, la serie fue renovada para una segunda temporada, que se estrenó el 23 de diciembre de 2023. En mayo de 2024, la serie fue renovada para una tercera temporada, que se estrenó el 19 de noviembre de 2024. En mayo de 2025, la serie fue cancelada tras tres temporadas.

## Premisa
La serie sigue el turno de noche de un juzgado de Manhattan presidido por la optimista juez Abby Stone, que sigue los pasos de su padre, el difunto Harry Stone.

## Reparto

### Principales
- Melissa Rauch como Abby Stone
- India de Beaufort como Olivia (temporadas 1–2)
- Kapil Talwalkar como Neil (temporada 1)
- Lacretta como Donna «Gurgs» Gurganous
- John Larroquette como Dan Fielding
- Nyambi Nyambi como Wyatt Shaw (temporadas 2–3)
- Wendie Malick como Julianne Walters (temporada 3; recurrente temporadas 1–2)

### Recurrentes
- Pete Holmes como Rand
- Gary Anthony Williams como Flobert

### Invitados
- Dimiter Marinov como Nikolai
- Brian Scolaro como Arnold
- Antonio Raul Corbo como Carlos
- Pam Murphy como Pam
- Stephnie Weir como Remecca
- Betsy Sodaro como Bert
- Frances Callier como Ernie
- Lyric Lewis como Cynthia
- Tara Lipinski y Johnny Weir como ellos mismos
- Faith Ford como Gina
- Kurt Fuller como Jeff DeWitt, New York District Attorney
- Melissa Villaseñor como Gabby
- Marsha Warfield como Rosalind «Roz» Russell
- Kareem Abdul-Jabbar como él mismo
- Maria Bamford como Fantasma de las Navidades Presentes
- John Gemberling como Bryant
- Jackie Hoffman como Linda
- Rob Huebel como Pellino
- Paul Scheer como Carnes
- Jessica St. Clair como Heather
- Kunal Nayyar como Martini Toddwallis

## Episodios
| Temporada | Temporada | Episodios | Episodios | Emisión original        | Emisión original    |
| Temporada | Temporada | Episodios | Episodios | Primera emisión         | Última emisión      |
| --------- | --------- | --------- | --------- | ----------------------- | ------------------- |
|           | 1         | 16        | 16        | 17 de enero de 2023     | 9 de mayo de 2023   |
|           | 2         | 13        | 13        | 23 de diciembre de 2023 | 26 de marzo de 2024 |
|           | 3         | 18        | 18        | 19 de noviembre de 2024 | 6 de mayo de 2025   |

### Primera temporada (2023)
| N.º en serie | N.º en temp. | Título                               | Dirigido por           | Escrito por                                                                      | Fecha de emisión original | Código de prod. | Audiencia (millones) |
| ------------ | ------------ | ------------------------------------ | ---------------------- | -------------------------------------------------------------------------------- | ------------------------- | --------------- | -------------------- |
| 1            | 1            | «Pilot»                              | Pamela Fryman          | Dan Rubin                                                                        | 17 de enero de 2023       | T11.10152       | 7.55                 |
| 2            | 2            | «The Nighthawks»                     | Pamela Fryman          | Dan Rubin                                                                        | 17 de enero de 2023       | T12.17502       | 6.94                 |
| 3            | 3            | «Just Tuesday»                       | Anthony Rich           | Mathew Harawitz                                                                  | 24 de enero de 2023       | T12.17505       | 5.17                 |
| 4            | 4            | «Dan v. Dating»                      | Anthony Rich           | Lon Zimmet                                                                       | 31 de enero de 2023       | T12.17504       | 4.77                 |
| 5            | 5            | «The Apartment»                      | Mark Cendrowski        | Leila Strachan                                                                   | 7 de febrero de 2023      | T12.17503       | 4.22                 |
| 6            | 6            | «Justice Buddies»                    | Anthony Rich           | Azie Dungey                                                                      | 14 de febrero de 2023     | T12.17506       | 3.78                 |
| 7            | 7            | «Train Court»                        | Leonard R. Garner, Jr. | Lon Zimmet y Julianne Turkel                                                     | 21 de febrero de 2023     | T12.17515       | 3.69                 |
| 8            | 8            | «Blood Moon Binga»                   | Pamela Fryman          | Rebecca Delgado Smith y Jessica Elaina Eason                                     | 28 de febrero de 2023     | T12.17507       | 3.56                 |
| 9            | 9            | «Two Peas on a Pod»                  | Kelly Park             | Mathew Harawitz y Lon Zimmet                                                     | 7 de marzo de 2023        | T12.17510       | 3.93                 |
| 10           | 10           | «Marathon-Thon-Thon-Thon-Thon»       | Joanna Kerns           | Guion de: Jessica Elaina Eason y Rebecca Delgado Smith Historia de: Shawn Parikh | 14 de marzo de 2023       | T12.17514       | 3.54                 |
| 11           | 11           | «Ready or Knot»                      | Robbie Countryman      | Shawn Parikh                                                                     | 28 de marzo de 2023       | T12.17509       | 3.39                 |
| 12           | 12           | «DA Club»                            | Lynda Tarryk           | Bennett Webber                                                                   | 4 de abril de 2023        | T12.17508       | 3.29                 |
| 13           | 13           | «Past Apps»                          | Betsy Thomas           | Josh Corey y Brian Kratz                                                         | 11 de abril de 2023       | T12.17511       | 2.77                 |
| 14           | 14           | «When Abby Met Gabby»                | Joanna Kerns           | Azie Dungey y Stacy Adelman                                                      | 25 de abril de 2023       | T12.17512       | 2.86                 |
| 15           | 15           | «The Honorable Dan Fielding, Part 1» | Pamela Fryman          | Leila Strachan y Marc Carusiello                                                 | 2 de mayo de 2023         | T12.17513       | 3.02                 |
| 16           | 16           | «The Honorable Dan Fielding, Part 2» | Joanna Kerns           | Caroline Fox y Bennett Webber                                                    | 9 de mayo de 2023         | T12.17516       | 2.42                 |

### Segunda temporada (2023–24)
| N.º en serie | N.º en temp. | Título                              | Dirigido por  | Escrito por                                                             | Fecha de emisión original | Código de prod. | Audiencia (millones) |
| ------------ | ------------ | ----------------------------------- | ------------- | ----------------------------------------------------------------------- | ------------------------- | --------------- | -------------------- |
| 17           | 1            | «A Night Court Before Christmas»    | Anthony Rich  | Bennett Webber                                                          | 23 de diciembre de 2023   | T12.17908       | 2.58                 |
| 18           | 2            | «The Roz Affair»                    | Pamela Fryman | Dan Rubin                                                               | 2 de enero de 2024        | T12.17901       | 3.77                 |
| 19           | 3            | «Form Fetish»                       | Anthony Rich  | Mathew Harawitz                                                         | 9 de enero de 2024        | T12.17902       | 3.38                 |
| 20           | 4            | «Just the Fax, Dan»                 | Pamela Fryman | Lon Zimmet                                                              | 16 de enero de 2024       | T12.17903       | 3.43                 |
| 21           | 5            | «Hold the Pickles, Keep the Change» | Pamela Fryman | Chuck Tatham                                                            | 23 de enero de 2024       | T12.17904       | 2.95                 |
| 22           | 6            | «Wrath of Comic-Con»                | Anthony Rich  | Leila Strachan                                                          | 30 de enero de 2024       | T12.17905       | 3.02                 |
| 23           | 7            | «A Crime of Fashion»                | Lynda Tarryk  | Lindsey Shockley                                                        | 6 de febrero de 2024      | T12.17906       | 3.31                 |
| 24           | 8            | «Broadway Danny Gurgs»              | Ren Bell      | Julie Mandel-Folly                                                      | 13 de febrero de 2024     | T12.17907       | 2.91                 |
| 25           | 9            | «Taught and Bothered»               | Ren Bell      | Shawn Parikh                                                            | 20 de febrero de 2024     | T12.17910       | 2.51                 |
| 26           | 10           | «Chips Ahoy»                        | Phill Lewis   | Jessica Elaina Eason y Rebecca Delgado Smith                            | 5 de marzo de 2024        | T12.17909       | 2.88                 |
| 27           | 11           | «Wheelers of Fortune»               | Phill Lewis   | Kim Tran                                                                | 12 de marzo de 2024       | T12.17911       | 3.05                 |
| 28           | 12           | «The Duke's a Hazard»               | Kelly Park    | Guion de: Lauren Halberg y Alex Sobotowski Historia de: Julianne Turkel | 19 de marzo de 2024       | T12.17912       | 2.81                 |
| 29           | 13           | «The Best Dan»                      | Lynda Tarryk  | Caroline Fox                                                            | 26 de marzo de 2024       | T12.17913       | 2.81                 |

### Tercera temporada (2024–25)
| N.º en serie | N.º en temp. | Título                                | Dirigido por       | Escrito por                                                               | Fecha de emisión original | Código de prod. | Audiencia (millones) |
| ------------ | ------------ | ------------------------------------- | ------------------ | ------------------------------------------------------------------------- | ------------------------- | --------------- | -------------------- |
| 30           | 1            | «The Judge's Boyfriend's Dad, Part 1» | Phill Lewis        | Dan Rubin                                                                 | 19 de noviembre de 2024   | T12.19301       | 2.52                 |
| 31           | 2            | «The Judge's Boyfriend's Dad, Part 2» | Phill Lewis        | Lindsey Shockley                                                          | 26 de noviembre de 2024   | T12.19302       | 2.39                 |
| 32           | 3            | «The Hole Truth»                      | Anthony Rich       | Lon Zimmet                                                                | 3 de diciembre de 2024    | T12.19304       | 2.27                 |
| 33           | 4            | «Feliz NaviDead»                      | Phill Lewis        | Mathew Harawitz                                                           | 17 de diciembre de 2024   | T12.19303       | 2.07                 |
| 34           | 5            | «Mayim Worst Enemy»                   | Jody Margolin Hahn | Laura Gutin Peterson                                                      | 14 de enero de 2025       | T12.19312       | 2.16                 |
| 35           | 6            | «The Jakeout»                         | Anthony Rich       | Caroline Fox                                                              | 21 de enero de 2025       | T12.19306       | 1.96                 |
| 36           | 7            | «Rebound and Down»                    | Linda Mendoza      | Jessica Elaina Eason y Rebecca Delgado Smith                              | 28 de enero de 2025       | T12.19307       | 1.72                 |
| 37           | 8            | «Age Against the Machine»             | Nikki Lorre        | Bennett Webber                                                            | 4 de febrero de 2025      | T12.19308       | 1.78                 |
| 38           | 9            | «Ab-ventures in Babysitting»          | Anthony Rich       | Lon Zimmet                                                                | 11 de febrero de 2025     | T12.19305       | 2.07                 |
| 39           | 10           | «Pension Tension»                     | Gail Lerner        | Shawn Parikh                                                              | 18 de febrero de 2025     | T12.19309       | 1.88                 |
| 40           | 11           | «Abracadabra Alaka-Dan»               | Roger Christiansen | Julianne Turkel                                                           | 25 de febrero de 2025     | T12.19310       | 1.81                 |
| 41           | 12           | «A Little Night Court Music»          | Ren Bell           | Julie Mandel-Folly y Bennett Webber                                       | 11 de marzo de 2025       | T12.19314       | 1.71                 |
| 42           | 13           | «A Few Good Hens»                     | Jody Margolin Hahn | Lenny Len y Etan Manasse-Piha                                             | 25 de marzo de 2025       | T12.19311       | 1.95                 |
| 43           | 14           | «Hot to Trot»                         | Ren Bell           | Guion de: Beau Batchelor y Sophia Crisafulli Historia de: Alex Sobotowski | 1 de abril de 2025        | T12.19313       | 1.66                 |
| 44           | 15           | «Passing the Bar»                     | Lynda Tarryk       | Jessica Elaina Eason, Rebecca Delgado Smith y Lindsey Shockley            | 22 de abril de 2025       | T12.19315       | 1.56                 |
| 45           | 16           | «Blood Moonstruck»                    | Ren Bell           | Lon Zimmet y Shawn Parikh                                                 | 29 de abril de 2025       | T12.19316       | 1.74                 |
| 46           | 17           | «Funnest Judge in the Cit»            | Nikki Lorre        | Mathew Harawitz y Laura Gutin Peterson                                    | 6 de mayo de 2025         | T12.19317       | 1.90                 |
| 47           | 18           | «A Decent Proposal»                   | Phill Lewis        | Dan Rubin y Caroline Fox                                                  | 6 de mayo de 2025         | T12.19318       | 1.63                 |

## Producción

### Desarrollo
El 16 de diciembre de 2020, NBC anunció que estaba desarrollando una secuela de Night Court, con John Larroquette retomando su papel de Dan Fielding, y Melissa Rauch produciendo ejecutivamente la serie con su marido, Winston Rauch. El 3 de mayo de 2021, se anunció que NBC había ordenado la producción de un piloto. El 24 de septiembre de 2021, se anunció que se había ordenado la serie. La serie se estrenó el 17 de enero de 2023. El 2 de febrero de 2023, NBC renovó la serie para una segunda temporada. La segunda temporada se estrenó el 23 de diciembre de 2023. El 3 de mayo de 2024, NBC renovó la serie para una tercera temporada. La tercera temporada se estrenó el 19 de noviembre de 2024. El 9 de mayo de 2025, NBC canceló la serie tras tres temporadas.

### Casting
El 16 de diciembre de 2020, se anunció que Larroquette retomaría su papel como Dan Fielding de la serie original, esta vez trabajando como defensor público en lugar de su anterior papel como fiscal. El 30 de abril de 2021, se anunció que Melissa Rauch se había unido al reparto como Abby Stone, hija del juez Harry Stone de la serie original. El 8 de junio de 2021, Ana Villafañe se unió al reparto del piloto como Mónica, una ayudante del fiscal del distrito. El 16 de junio de 2021, Lacretta se unió al reparto como Donna «Gurgs» Gurganous, una agente judicial. El 7 de julio de 2021, Kapil Talwalkar se unió al reparto como Neil, un secretario judicial. El 10 de marzo de 2022, India de Beaufort se unió al reparto de la serie como la fiscal Olivia, en reemplazo del papel que quedó vacante con la salida de Villafañe tras el episodio piloto. El 28 de diciembre de 2023, se anunció que Kapil Talwalkar no volvería para la segunda temporada. El 18 de enero de 2024, Nyambi Nyambi fue promovido al reparto principal para la segunda temporada. El 21 de mayo de 2024, se anunció que de Beaufort no volvería para la tercera temporada. El 10 de julio de 2024, Wendie Malick fue promovida al reparto principal para la tercera temporada.

## Recepción

### Críticas
En Rotten Tomatoes, la serie tiene un índice de aprobación del 74% , basado en 23 reseñas, con una calificación promedio de 6.5/10. Metacritic, que utiliza un promedio ponderado, tiene una puntuación de 62 sobre 100 basada en 14 reseñas, lo que indica «críticas generalmente favorables».

### Audiencias

#### Primera temporada
| N.º | Título                              | Fecha de emisión      | ÍA (18–49) | Audiencia (millones) | DVR (18–49) | Audiencia DVR (millones) | Total (18–49) | Audiencia total (millones) |
| --- | ----------------------------------- | --------------------- | ---------- | -------------------- | ----------- | ------------------------ | ------------- | -------------------------- |
| 1   | «Pilot»                             | 17 de enero de 2023   | 1.0        | 7.55                 | 0.3         | 2.07                     | 1.3           | 9.63                       |
| 2   | «The Nighthawks»                    | 17 de enero de 2023   | 0.9        | 6.94                 | 0.3         | 2.18                     | 1.3           | 9.12                       |
| 3   | «Just Tuesday»                      | 24 de enero de 2023   | 0.7        | 5.17                 | —           | —                        | —             | —                          |
| 4   | «Dan v. Dating»                     | 31 de enero de 2023   | 0.6        | 4.77                 | —           | —                        | —             | —                          |
| 5   | «The Apartment»                     | 7 de febrero de 2023  | 0.6        | 4.22                 | —           | —                        | —             | —                          |
| 6   | «Justice Buddies»                   | 14 de febrero de 2023 | 0.5        | 3.78                 | —           | —                        | —             | —                          |
| 7   | «Train Court»                       | 21 de febrero de 2023 | 0.5        | 3.69                 | —           | —                        | —             | —                          |
| 8   | «Blood Moon Binga»                  | 28 de febrero de 2023 | 0.5        | 3.56                 | —           | —                        | —             | —                          |
| 9   | «Two Peas on a Pod»                 | 7 de marzo de 2023    | 0.6        | 3.93                 | —           | —                        | —             | —                          |
| 10  | «Marathon-Thon-Thon-Thon-Thon»      | 14 de marzo de 2023   | 0.4        | 3.54                 | —           | —                        | —             | —                          |
| 11  | «Ready or Knot»                     | 28 de marzo de 2023   | 0.4        | 3.39                 | —           | —                        | —             | —                          |
| 12  | «DA Club»                           | 4 de abril de 2023    | 0.4        | 3.29                 | —           | —                        | —             | —                          |
| 13  | «Past Apps»                         | 11 de abril de 2023   | 0.3        | 2.77                 | —           | —                        | —             | —                          |
| 14  | «When Abby Met Gabby»               | 25 de abril de 2023   | 0.4        | 2.86                 | —           | —                        | —             | —                          |
| 15  | «The Honorable Dan Fielding Part 1» | 2 de mayo de 2023     | 0.3        | 3.02                 | —           | —                        | —             | —                          |
| 16  | «The Honorable Dan Fielding Part 2» | 9 de mayo de 2023     | 0.4        | 2.42                 | —           | —                        | —             | —                          |

#### Segunda temporada
| N.º | Título                              | Fecha de emisión        | ÍA (18–49) | Audiencia (millones) | DVR (18–49) | Audiencia DVR (millones) | Total (18–49) | Audiencia total (millones) |
| --- | ----------------------------------- | ----------------------- | ---------- | -------------------- | ----------- | ------------------------ | ------------- | -------------------------- |
| 1   | «A Night Court Before Christmas»    | 23 de diciembre de 2023 | 0.5        | 2.58                 | —           | —                        | —             | —                          |
| 2   | «The Roz Affair»                    | 2 de enero de 2024      | 0.4        | 3.77                 | —           | —                        | —             | —                          |
| 3   | «Form Fetish»                       | 9 de enero de 2024      | 0.4        | 3.38                 | —           | —                        | —             | —                          |
| 4   | «Just the Fax, Dan»                 | 16 de enero de 2024     | 0.4        | 3.43                 | —           | —                        | —             | —                          |
| 5   | «Hold the Pickles, Keep the Change» | 23 de enero de 2024     | 0.3        | 2.95                 | —           | —                        | —             | —                          |
| 6   | «Wrath of Comic-Con»                | 30 de enero de 2024     | 0.3        | 3.02                 | —           | —                        | —             | —                          |
| 7   | «A Crime of Fashion»                | 6 de febrero de 2024    | 0.3        | 3.31                 | —           | —                        | —             | —                          |
| 8   | «Broadway Danny Gurgs»              | 13 de febrero de 2024   | 0.3        | 2.91                 | —           | —                        | —             | —                          |
| 9   | «Taught and Bothered»               | 20 de febrero de 2024   | 0.3        | 2.51                 | —           | —                        | —             | —                          |
| 10  | «Chips Ahoy»                        | 5 de marzo de 2024      | 0.3        | 2.88                 | —           | —                        | —             | —                          |
| 11  | «Wheelers of Fortune»               | 12 de marzo de 2024     | 0.3        | 3.05                 | —           | —                        | —             | —                          |
| 12  | «The Duke's a Hazard»               | 19 de marzo de 2024     | 0.3        | 2.81                 | 0.1         | 0.73                     | 0.4           | 3.54                       |
| 13  | «The Best Dan»                      | 26 de marzo de 2024     | 0.3        | 2.81                 | 0.1         | 0.72                     | 0.4           | 3.53                       |

#### Tercera temporada
| N.º | Título                                | Fecha de emisión        | ÍA (18–49) | Audiencia (millones) | DVR (18–49) | Audiencia DVR (millones) | Total (18–49) | Audiencia total (millones) |
| --- | ------------------------------------- | ----------------------- | ---------- | -------------------- | ----------- | ------------------------ | ------------- | -------------------------- |
| 1   | «The Judge's Boyfriend's Dad, Part 1» | 19 de noviembre de 2024 | 0.3        | 2.52                 | 0.1         | 2.52                     | 0.4           | 3.26                       |
| 2   | «The Judge's Boyfriend's Dad, Part 2» | 26 de noviembre de 2024 | 0.3        | 2.39                 | 0.1         | 2.39                     | 0.4           | 3.14                       |
| 3   | «The Hole Truth»                      | 3 de diciembre de 2024  | 0.3        | 2.27                 | 0.1         | 0.77                     | 0.3           | 3.04                       |
| 4   | «Feliz NaviDead»                      | 17 de diciembre de 2024 | 0.2        | 2.07                 | 0.1         | 0.66                     | 0.3           | 2.72                       |
| 5   | «Mayim Worst Enemy»                   | 14 de enero de 2025     | 0.2        | 2.16                 | 0.1         | 0.72                     | 0.3           | 2.88                       |
| 6   | «The Jakeout»                         | 21 de enero de 2025     | 0.2        | 1.96                 | 0.1         | 0.65                     | 0.3           | 2.61                       |
| 7   | «Rebound and Down»                    | 28 de enero de 2025     | 0.2        | 1.72                 | 0.1         | 0.67                     | 0.3           | 2.43                       |
| 8   | «Age Against the Machine»             | 4 de febrero de 2025    | 0.2        | 1.78                 | 0.1         | 0.61                     | 0.3           | 2.39                       |
| 9   | «Ab-ventures in Babysitting»          | 11 de febrero de 2025   | 0.3        | 2.07                 | 0.1         | 0.64                     | 0.3           | 2.71                       |
| 10  | «Pension Tension»                     | 18 de febrero de 2025   | 0.3        | 1.88                 | 0.1         | 0.60                     | 0.3           | 2.48                       |
| 11  | «Abracadabra Alaka-Dan»               | 25 de febrero de 2025   | 0.2        | 1.81                 | 0.1         | 0.57                     | 0.3           | 2.37                       |
| 12  | «A Little Night Court Music»          | 11 de marzo de 2025     | 0.2        | 1.71                 | 0.1         | 0.55                     | 0.3           | 2.25                       |
| 13  | «A Few Good Hens»                     | 25 de marzo de 2025     | 0.2        | 1.95                 | 0.1         | 0.64                     | 0.3           | 2.60                       |
| 14  | «Hot to Trot»                         | 1 de abril de 2025      | 0.2        | 1.66                 | 0.1         | 0.56                     | 0.3           | 2.21                       |
| 15  | «Passing the Bar»                     | 22 de abril de 2025     | 0.2        | 1.56                 | 0.1         | 0.57                     | 0.2           | 2.13                       |
| 16  | «Blood Moonstruck»                    | 29 de abril de 2025     | 0.2        | 1.74                 | 0.0         | 0.52                     | 0.3           | 2.26                       |
| 17  | «Funnest Judge in the City»           | 6 de mayo de 2025       | 0.2        | 1.90                 | —           | —                        | —             | —                          |
| 18  | «A Decent Proposal»                   | 6 de mayo de 2025       | 0.2        | 1.63                 | —           | —                        | —             | —                          |